# Кастане (Тарн и Гарона)
Кастане (фр. Castanet) насеље је и општина у јужној Француској у региону Миди Пирене, у департману Тарн и Гарона која припада префектури Монтобан.
По подацима из 2011. године у општини је живело 239 становника, а густина насељености је износила 10,83 становника/km². Општина се простире на површини од 22,07 km². Налази се на средњој надморској висини од 450 метара (максималној 506 m, а минималној 252 m).

## Демографија
| 1962. | 1968. | 1975. | 1982. | 1990. | 1999. | 2011. |
| ----- | ----- | ----- | ----- | ----- | ----- | ----- |
| 272   | 310   | 274   | 275   | 240   | 222   | 239   |

График промене броја становника у току последњих година